# Nikolaus Joseph von Jacquin
Nikolaus Joseph von Jacquin (ur. 16 lutego 1727 w Lejdzie, zm. 26 października 1817 w Wiedniu) – chemik i biolog. Był z pochodzenia Francuzem, ale większość życia i cały okres pracy zawodowej spędził w Wiedniu..

## Życiorys
Urodził się w mieście Lejda (obecnie w Holandii). Studiował medycynę na Uniwersytecie w Lejdzie, a następnie przeniósł się do Paryża, później do Wiednia. W latach 1754–1759 wziął udział w wyprawie na Karaiby i do nadmorskich regionów Ameryki Południowej. Zebrał tam dużą kolekcję zwierząt, roślin i innych artefaktów, które przywiózł do Wiednia.
W 1763 Jacquin został profesorem chemii i mineralogii w Akademii Górniczej w Bańskiej Szczawnicy na Węgrzech (obecnie Słowacja). W 1768 został mianowany profesorem botaniki i chemii oraz dyrektorem ogrodów botanicznych Uniwersytetu Wiedeńskiego. W tym czasie Wiedeń był „botaniczną” stolicą Europy. W 1783 Jacquin został wybrany na członka zagranicznego Królewskiej Szwedzkiej Akademii Nauk. W 1806 uzyskał tytuł barona. W 1809 został korespondentem Koninklijk Instituut van Wetenschappen.

## Praca naukowa
Nikolaus Joseph von Jacquin jest autorem wielu publikacji, głównie z zakresu botaniki. Był także autorem wielu doskonałych lustracji. Jego dzieci przyjaźniły się z Wolfgangiem Amadeusem Mozartem, który znaczną część swoich dzieł poświęcił rodzinie Jacquinów, w szczególności trio Kegelstatt. Po raz pierwszy grał w domu Jacquina w sierpniu 1786 r. Syn Jacquina Joseph Franz von Jacquin zastąpił go jako profesor botaniki i chemii na Uniwersytecie Wiedeńskim i napisał kilka znaczących książek botanicznych.
Opisał nowe gatunki roślin, grzybów i zwierząt (zwłaszcza ptaków). W nazwach naukowych utworzonych przez niego taksonów dodawany jest skrót jego nazwiska Jacq. Upamiętniono go, nadając od jego nazwiska nazwy rodzajom Jacquinia L., Jacquiniella Schltr. i licznym gatunkom roślin.